# Pizzo d’Ormea
Pizzo d’Ormea – szczyt w Alpach Liguryjskich. Leży we Włoszech w regionie Piemont. Szczyt można zdobyć ze schronisk: Rifugio Valcaira lub Bivacco Cavarero. Nazwa szczytu pochodzi od pobliskiego miasteczka Ormea w dolinie Tanaro.